# Руин, Ханс
Ханс Вальдемар Руин (фин. Hans Valdemar Ruin; 18 июня 1891, Гельсингфорс, Великое княжество Финляндское, Российская империя — 3 ноября 1980, Стокгольм, Швеция) — финский и шведский философ-эстетик, прозаик, педагог.

## Биография
Родился в семье учёного-филолога, ректора Императорского Александровского университета Вальдемара Руина (1857—1938).
Окончил Хельсинкский университет.
С 1947 года — гражданин Швеции.
В 1945—1946 годах — профессор философии Академии Або. В 1947—1957 годах — доцент эстетики Лундского университета. Среди его учеников был Мика Валтари, будущий выдающийся финский писатель.
Помимо академической карьеры, Х. Руин, гуманист, исследователь литературы и искусства, эссеист и критик, бы писателем и популяризатором искусства, принимал активное участие в культурных дебатах. Его исследовательские работы, в основном, относились к вопросам эстетики и психологии. Сыграл значительную роль в исследованиях истории литературы, искусства и философии.
Его именем названа премия, присуждаемая Svenska kulturfonden с 2003 года.

## Награды
- 1935 — премия Толландера
- В 1957 году был награждён Шведской академией литературной Премией Доблоуга.
- 1962 — шведская литературная Главная премия Девяти